# Pages jaunes (Suisse)
Pour les articles homonymes, voir Pages jaunes.

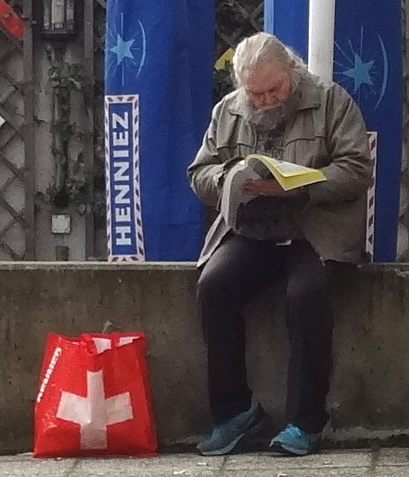
Consultation de l'annuaire dans la rue, à Genève en 2019.

Les Pages Jaunes suisses est le nom d'un annuaire édité par local.ch - la marque des annuaires de Swisscom Directories SA et de LTV Pages Jaunes SA.
L'annuaire est disponible sur papier ainsi que sur Internet où il offre des possibilités de recherche par branche ou rubrique d’activité, un classement des résultats selon la pertinence, ainsi que l’affichage sur une carte des adresses trouvées.
Depuis la libéralisation du marché, Swisscom Directories ne détient plus le monopole et un certain nombre d'annuaires en ligne ont vu le jour.
Les Pages Jaunes Suisse sont disponibles dans les annuaires imprimés (sous le nom Local Guide), sur Internet sur la plateforme de recherche www.local.ch ou encore via l'application mobile (app local.ch). Toutes les inscriptions publiques de la Suisse (entreprises et particuliers) se trouvent dans les annuaires de local.ch. Les changements de coordonnées ou encore mutations sont effectués par tous les grands opérateurs télécom suisses ou directement par les abonnés.